# Thomas Großbölting

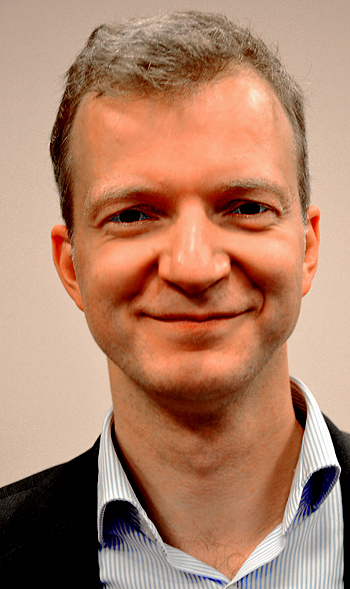
Thomas Großbölting, 2015

Thomas Großbölting (* 30. März 1969 in Dingden; † 11. Februar 2025 in Hamburg) war ein deutscher Historiker und Theologe. Von 2009 bis 2020 war er Professor für Neuere und Neueste Geschichte am Historischen Seminar der Universität Münster und von 2020 bis zu seinem Tod Direktor der Forschungsstelle für Zeitgeschichte in Hamburg (FZH) und Professor für Neuere Geschichte/Zeitgeschichte im Arbeitsbereich Deutsche Geschichte der Universität Hamburg. Großbölting erforschte schwerpunktmäßig die deutsche und europäische Geschichte des 19. und 20. Jahrhunderts.

## Leben
Großbölting legte am St.-Josef-Gymnasium Bocholt 1988 das Abitur ab. Das Studium der Fächer Geschichte, Katholische Theologie und Germanistik schloss er nach Aufenthalten an den Universitäten Köln und Bonn, der Päpstlichen Hochschule Gregoriana in Rom sowie der dortigen staatlichen Universität La Sapienza 1994/1995 mit dem Ersten Staatsexamen für das Lehramt an Gymnasien an der Universität Münster ab. Während seines Studiums wurde er von der Friedrich-Ebert-Stiftung gefördert. Zu seinen wichtigsten Lehrern zählte er den Münsteraner Historiker Hans-Ulrich Thamer sowie den Theologen und Kirchenhistoriker Arnold Angenendt.
Im Februar 1998 wurde er mit einer Studie zu Bürgertum, Bürgerlichkeit und Entbürgerlichung in Magdeburg und Halle bei Hans-Ulrich Thamer zum Dr. phil. promoviert. Nach seiner Habilitation erhielt er die Venia legendi für Neuere und Neueste Geschichte im Februar 2004. In seiner Habilitationsschrift „analysierte er die Industrie- und Gewerbeausstellungen des langen 19. Jahrhunderts als Medien der Diskussion und Popularisierung von Konsummöglichkeiten in der sich industrialisierenden deutschen Gesellschaft“. Die Antrittsvorlesung im Juli 2004 trug den Titel: „Le memorie della Repubblica. Erinnerungspolitik in Italien nach dem Zweiten Weltkrieg“. Nach einer Vertretungsprofessur am Institut für Geschichte der Universität Magdeburg im Sommersemester 2005 folgte von 2005 bis 2007 eine Anstellung als Leiter der Abteilung für Bildung und Forschung beim Bundesbeauftragten für die Stasi-Unterlagen (BStU) in Berlin. 2007 wechselte er als Professor für Geschichte der Neuzeit an die Universität Magdeburg. Das akademische Jahr 2008/2009 verbrachte er als ‘Distinguished Visiting Professor’ am ‚Munk Centre for International Studies‘ der University of Toronto.
Von 2009 bis 2020 war Großbölting Professor für Neuere und Neueste Geschichte an der Universität Münster. Im Jahr 2013 wurde er zum ordentlichen Mitglied der Historischen Kommission für Westfalen gewählt. Im akademischen Jahr 2015/16 war er Fellow am Käte Hamburger Kolleg der Ruhr-Universität Bochum, das unter dem Leitthema „Religion und die Sinne im intra- und interreligiösen Kontakt“ stand. Von 2017 bis 2020 war er Dekan des Fachbereichs Geschichte und Philosophie.
Im Jahr 2019 nahm er einen Ruf an die Universität Hamburg auf eine W3-Professur für Neuere Geschichte/Zeitgeschichte, verbunden mit der Position des wissenschaftlichen Direktors der Forschungsstelle für Zeitgeschichte in Hamburg (FZH), zum 1. August 2020 an. Im Dezember 2022 wurde er zusätzlich zum Direktor der Akademie der Weltreligionen in Hamburg gewählt.
Im Februar 2025 starb Großbölting im Alter von 55 Jahren beim Eisenbahnunfall von Hamburg-Rönneburg.
Thomas Großbölting war verheiratet und Vater von vier Kindern.

## Forschungsschwerpunkte
Seine Forschungsschwerpunkte waren verschiedene Bereiche der deutschen und europäischen Geschichte des 19. und 20. Jahrhunderts. Zuletzt befasste Großbölting sich mit der Geschichte des religiösen Wandels im Nachkriegsdeutschland, mit den Verflechtungen von sozialen und religiösen Bewegungen im deutsch-amerikanischen Vergleich und mit den Ausprägungen der DDR-Erinnerung im wiedervereinigten Deutschland.
Großbölting leitete im Auftrag des Bistums Münster ab Oktober 2019 ein Team von Geschichtswissenschaftlern, um in einer zweieinhalbjährigen Studie Fälle sexuellen Missbrauchs aufzuarbeiten, die in den Jahren 1945 bis 2018 von katholischen Priestern und anderen Amtsträgern im Bistum Münster begangen wurden. Im Anschluss war er als Forscher an der Studie ForuM zur Aufarbeitung des Missbrauchs in der EKD beteiligt, die im Januar 2024 präsentiert wurde.

## Schriften (Auswahl)
Monographien
- „Wie ist Christsein heute möglich?“ Suchbewegungen des nachkonziliaren Katholizismus im Spiegel des Freckenhorster Kreises (= Münsteraner Theologische Abhandlungen, 47), Oros, Altenberge 1997, ISBN 978-3-89375-146-4.
- SED-Diktatur und Gesellschaft. Bürgertum, Bürgerlichkeit und Entbürgerlichung in Magdeburg und Halle (= Studien zur Landesgeschichte Sachsen-Anhalts, 7), Mitteldeutscher Verlag, Halle 2001, ISBN 3-89812-121-6 (Dissertation).
- Im Reich der Arbeit. Die Repräsentation gesellschaftlicher Ordnung in Industrie- und Gewerbeausstellungen 1790–1913 (= Ordnungssysteme, 21), Oldenbourg, München 2008, ISBN 978-3-486-58128-7 (Habilitationsschrift).
- Der verlorene Himmel. Glaube in Deutschland seit 1945. Vandenhoeck & Ruprecht, Göttingen 2013, ISBN 978-3-525-30040-4; wieder: Schriftenreihe der Bundeszentrale für politische Bildung.
  - englische Ausgabe: Losing Heaven. Faith in Germany since 1945. Berghahn, Oxford 2016, ISBN 978-1-78533-278-4.
- Volksgemeinschaft in der Kleinstadt. Kornwestheim und der Nationalsozialismus, Kohlhammer, Stuttgart 2017, ISBN 978-3-17-031964-6.
- 1968 in Westfalen. Akteure, Formen und Nachwirkungen einer Protestbewegung. Ardey, Münster 2018, ISBN 978-3-87023-404-1.
- Wiedervereinigungsgesellschaft. Aufbruch und Entgrenzung in Deutschland seit 1990 (= Schriftenreihe der Bundeszentrale für politische Bildung), Bonn 2020, ISBN 978-3-7425-0610-8.
- mit Bernhard Frings, Klaus Große Kracht, Natalie Powroznik und David Rüschenschmidt: Macht und sexueller Missbrauch in der katholischen Kirche. Betroffene, Beschuldigte und Vertuscher im Bistum Münster seit 1945, Herder, Freiburg 2022, ISBN 978-3-451-38995-5.
- Die schuldigen Hirten. Geschichte des sexuellen Missbrauchs in der katholischen Kirche. Herder, Freiburg 2022, ISBN 978-3-451-38998-6.
- Alfred Müller-Armack – die politische Biografie eines Ökonomen (= Veröffentlichungen des Universitätsarchivs Münster, 17), Münster 2023, ISBN 978-3-402-15903-3.
- mit Hermann Pünder: Papisten, Patrioten und Stützen der Republik. Politischer Katholizismus in Deutschland - gespiegelt in der Familie des früheren Oberstadtdirektors Tilman Pünder, Münster 2025, ISBN 978-3-00-082057-1.

Herausgeberschaften
- Frank Becker, Armin Owzar, Rudolf Schlögl: Politische Gewalt in der Moderne. Festschrift für Hans-Ulrich Thamer. Aschendorff, Münster 2003, ISBN 3-402-06612-2.
- Friedensstaat, Leseland, Sportnation? DDR-Legenden auf dem Prüfstand. Ch. Links Verlag, Berlin 2009, ISBN 978-3-86153-543-0.
- mit Klaus Große Kracht und Jan-Holger Kirsch: Zeithistorische Forschungen 7 (2010), Heft 3: Religion in der Bundesrepublik Deutschland.
- mit Rüdiger Schmidt: Der Tod des Diktators. Ereignis und Erinnerung im 20. Jahrhundert. Vandenhoeck & Ruprecht, Göttingen 2011, ISBN 978-3-525-30009-1.
- mit Sabine Kittel: Welche „Wirklichkeit“ und wessen „Wahrheit“? Das Geheimdienstarchiv als Quelle und Medium der Wissensproduktion. Vandenhoeck & Ruprecht, Göttingen 2018, ISBN 978-3-525-35589-3.
- mit Mark Ruff: Germany and the Confessional Divide. Religious Tensions and Political Culture, 1871–1989. Berghahn, New York 2021, ISBN 978-1-80073-087-8.
- mit Klaus Große Kracht: Verwaltungslogik und kommunikative Praxis. Wirtschaft, Religion und Gesundheit als Gegenstand von Bürokratie in Deutschland 1930–1960. Franz Steiner Verlag, Stuttgart 2021, ISBN 978-3-515-13127-8.

## Audios
- L.I.S.A. Wissenschaftsportal Gerda Henkel Stiftung Vorträge im Sommersemester 2021 | Die Zeitgeschichte nach 1989 als Geschichte der Gegenwart: Thomas Großbölting | Die Geschichte der Wiedervereinigungsgesellschaft als Kommunikationsgeschichte, 37'09
- L.I.S.A. Wissenschaftsportal Gerda Henkel Stiftung Audio vom 20. Oktober 2016: Staat-Kirchen-Verhältnis entstand als Kompromiss, 41'03″
- L.I.S.A. Wissenschaftsportal Gerda Henkel Stiftung vom 7. April 2013: Vortrag am Exzellenzcluster „Religion und Politik“: Religionspolitischer Handlungsbedarf, 57'31″
- L.I.S.A. Wissenschaftsportal Gerda Henkel Stiftung vom 20. Oktober 2016: Vortrag Staat-Kirchen-Verhältnis entstand als Kompromiss, 41'03″
- Domradio.de vom 4. August 2024: Der verlorene Himmel (Erstsendung: 24.07.2022)
- Universität Münster (undatiert): Thomas Großbölting zu seinem Forschungsprojekt „Zeitgeschichte der Religionen“